# Rhynchopyga subochrea
Rhynchopyga subochrea är en fjärilsart som beskrevs av William James Kaye 1918. Rhynchopyga subochrea ingår i släktet Rhynchopyga och familjen björnspinnare. Inga underarter finns listade.